# Chicopee (Kansas)
Chicopee – jednostka osadnicza w Stanach Zjednoczonych, w stanie Kansas, w hrabstwie Crawford.